# Пистичи
Пистѝчи (на италиански: Pisticci, на местен диалект Pestìzze, Пестице) е градче и община в Южна Италия, провинция Матера, регион Базиликата. Разположено е на 389 m надморска височина. Населението на общината е 17 363 души (към 2012 г.).
Въпреки че градчето Пистичи е административен център на общината, най-голямото селище е градче Маркония (Marconia – 8258 души)